# Capgrossos del Districte d'Horta-Guinardó
Els Capgrossos del Districte d'Horta-Guinardó són dos cabuts de Barcelona. S'anomenen en Roca i la Custòdia i actualment són guardats i portats pel taller d'expressió i arts plàstiques Xerrac. Formen part d'una comparsa de tretze capgrossos d'origen i figuració molt diferent.
Els capgrossos foren construïts el 1985 al taller de l'artesà Xavier Jansana i es van estrenar per la festa major d'Horta d'aquell mateix any. Representen dos líders veïnals de l'època molt actius al districte: l'Antoni Roca del Guinardó i la Custòdia Moreno del Carmel. Tot dos, a través de les associacions que presidien, van lluitar per dignificar els barris on vivien.
Aquests dos capgrossos s'impliquen molt en les festes del barri, de manera que han esdevingut uns personatges molt propers i entranyables, i en totes les sortides es barregen i juguen amb els nens i nenes del públic. Per la mida i el pes, les figures poden ser portades tant per grans com per petits.